# 50. Międzynarodowy Festiwal Filmowy w Cannes
50. Międzynarodowy Festiwal Filmowy w Cannes odbył się w dniach 7–18 maja 1997 roku. Imprezę otworzył pokaz francuskiego filmu Piąty element w reżyserii Luka Bessona. W konkursie głównym zaprezentowanych zostało 20 filmów pochodzących z 11 różnych krajów.
Jury pod przewodnictwem francuskiej aktorki Isabelle Adjani przyznało nagrodę główną festiwalu, Złotą Palmę, ex aequo irańskiemu filmowi Smak wiśni w reżyserii Abbasa Kiarostamiego oraz japońskiemu filmowi Węgorz w reżyserii Shōhei Imamury. Drugą nagrodę w konkursie głównym, Grand Prix, przyznano kanadyjskiemu obrazowi Słodkie jutro w reżyserii Atoma Egoyana.
Galę otwarcia i zamknięcia festiwalu prowadziła francuska aktorka Jeanne Moreau.

## Członkowie jury

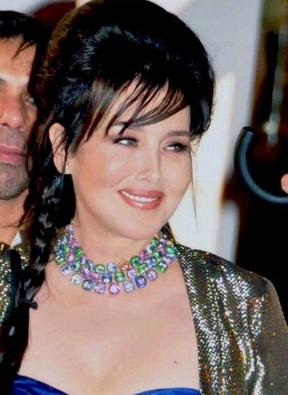
Przewodnicząca jury konkursu głównego Isabelle Adjani.

### Konkurs główny
- Isabelle Adjani, francuska aktorka – przewodnicząca jury[5]
- Paul Auster, amerykański pisarz
- Luc Bondy, szwajcarski reżyser teatralny
- Tim Burton, amerykański reżyser
- Patrick Dupond, francuski tancerz baletowy
- Mike Leigh, brytyjski reżyser
- Gong Li, chińska aktorka
- Nanni Moretti, włoski reżyser
- Michael Ondaatje, kanadyjski pisarz
- Mira Sorvino, amerykańska aktorka

### Złota Kamera – debiuty reżyserskie
- Françoise Arnoul, francuska aktorka – przewodnicząca jury
- Luciano Barisone, włoski krytyk filmowy
- Olivier L. Brunet, dyrektor FICAM
- Julien Camy, francuski dziennikarz
- Ulrich Gregor, niemiecki historyk filmu
- Gérard Lenne, francuski krytyk filmowy
- Jiří Menzel, czeski reżyser
- Nicolas Philibert, francuski reżyser

## Selekcja oficjalna

### Otwarcie i zamknięcie festiwalu
|             | Tytuł            | Reżyseria      | Kraj produkcji    |
| ----------- | ---------------- | -------------- | ----------------- |
| Otwierający | Piąty element    | Luc Besson     | Francja           |
| Zamykający  | Władza absolutna | Clint Eastwood | Stany Zjednoczone |

### Konkurs główny
Następujące filmy zostały wyselekcjonowane do udziału w konkursie głównym o Złotą Palmę:
| Tytuł polski          | Tytuł oryginalny            | Reżyseria            | Kraj produkcji    |
| --------------------- | --------------------------- | -------------------- | ----------------- |
| Zabójca(y)            | Assassin(s)                 | Mathieu Kassovitz    | Francja           |
| Odważny               | The Brave                   | Johnny Depp          | Stany Zjednoczone |
| Happy Together        | 春光乍洩 Chun gwong cha sit | Wong Kar-Wai         | Hongkong          |
| Koniec przemocy       | The End of Violence         | Wim Wenders          | Stany Zjednoczone |
| Zakazana kobieta      | La femme défendue           | Philippe Harel       | Francja           |
| Funny Games           | Funny Games                 | Michael Haneke       | Austria           |
| Burza lodowa          | The Ice Storm               | Ang Lee              | Stany Zjednoczone |
| Kini i Adams          | Kini & Adams                | Idrissa Ouédraogo    | Burkina Faso      |
| Tajemnice Los Angeles | L.A. Confidential           | Curtis Hanson        | Stany Zjednoczone |
| Nic doustnie          | Nil by Mouth                | Gary Oldman          | Wielka Brytania   |
| Książę Homburg        | Il principe di Homburg      | Marco Bellocchio     | Włochy            |
| Pocałunek węża        | The Serpent’s Kiss          | Philippe Rousselot   | Wielka Brytania   |
| Jak jej nie kochać    | She’s So Lovely             | Nick Cassavetes      | Stany Zjednoczone |
| Słodkie jutro         | The Sweet Hereafter         | Atom Egoyan          | Kanada            |
| Smak wiśni            | طعم گيلاس Ta’m e guilass    | Abbas Kiarostami     | Iran              |
| Rozejm                | La tregua                   | Francesco Rosi       | Włochy            |
| Węgorz                | うなぎ Unagi                | Shōhei Imamura       | Japonia           |
| Aleja snajperów       | Welcome to Sarajevo         | Michael Winterbottom | Wielka Brytania   |
| Studnia               | The Well                    | Samantha Lang        | Australia         |
| Western               | Western                     | Manuel Poirier       | Francja           |

### Pokazy pozakonkursowe
Następujące filmy zostały wyświetlone na festiwalu w ramach pokazów pozakonkursowych:
| Tytuł polski                 | Tytuł oryginalny             | Reżyseria           | Kraj produkcji    |
| ---------------------------- | ---------------------------- | ------------------- | ----------------- |
| Władza absolutna             | Absolute Power               | Clint Eastwood      | Stany Zjednoczone |
| Przeznaczenie                | المصير Al-massir             | Jusuf Szahin        | Egipt             |
| Zaćmienie                    | The Blackout                 | Abel Ferrara        | Stany Zjednoczone |
| Piąty element                | The Fifth Element            | Luc Besson          | Francja           |
| Hamlet                       | Hamlet                       | Kenneth Branagh     | Wielka Brytania   |
| Duchy (film krótkometrażowy) | Michael Jackson’s Ghosts     | Stan Winston        | Stany Zjednoczone |
| Nirvana                      | Nirvana                      | Gabriele Salvatores | Włochy            |
| Podróż do początku świata    | Viagem ao Princípio do Mundo | Manoel de Oliveira  | Portugalia        |
| Witajcie w krainie Woop Woop | Welcome to Woop Woop         | Stephan Elliott     | Australia         |

### Sekcja „Un Certain Regard”
Następujące filmy zostały wyświetlone na festiwalu w ramach sekcji „Un Certain Regard”:
| Tytuł polski                                    | Tytuł oryginalny                                    | Reżyseria            | Kraj produkcji    |
| ----------------------------------------------- | --------------------------------------------------- | -------------------- | ----------------- |
| A, B, C... Manhattan                            | A, B, C... Manhattan                                | Amir Naderi          | Stany Zjednoczone |
| Podróż zegarmistrza                             | Akrebin yolculuğu                                   | Ömer Kavur           | Turcja            |
| American Perfekt                                | American Perfekt                                    | Paul Chart           | Stany Zjednoczone |
| Brat                                            | Брат Brat                                           | Aleksiej Bałabanow   | Rosja             |
| Szczęśliwa gwiazda                              | La buena estrella                                   | Ricardo Franco       | Hiszpania         |
| Krzyż                                           | La cruz                                             | Alejandro Agresti    | Argentyna         |
| Wschodni Pałac, Zachodni Pałac                  | 東宮西宮 Dong gong xi gong                          | Zhang Yuan           | Chiny             |
| Intymne zwierzenia                              | Enskilda samtal                                     | Liv Ullmann          | Szwecja           |
| Gudia                                           | गुड़िया Gudia                                           | Goutam Ghose         | Indie             |
| Historia/e kina                                 | Histoire(s) du cinéma                               | Jean-Luc Godard      | Francja           |
| Między nami facetami                            | In the Company of Men                               | Neil LaBute          | Stany Zjednoczone |
| Inside/Out                                      | Inside/Out                                          | Rob Tregenza         | Stany Zjednoczone |
| Miłość i śmierć na Long Island                  | Love and Death on Long Island                       | Richard Kwietniowski | Wielka Brytania   |
| Marcello Mastroianni: Pamiętam                  | Marcello Mastroianni: mi ricordo, sì, io mi ricordo | Anna Maria Tatò      | Włochy            |
| Marius i Jeannette                              | Marius et Jeannette                                 | Robert Guédiguian    | Francja           |
| Jej wysokość pani Brown                         | Mrs Brown                                           | John Madden          | Wielka Brytania   |
| Wind Echoing in My Being (film krótkometrażowy) | 내 안 에 우는 바람 Nae-an-e uneun balam             | Jeon Soo-il          | Korea Południowa  |
| Dom                                             | Namai                                               | Šarūnas Bartas       | Litwa             |
| Po seksie                                       | Post coïtum animal triste                           | Brigitte Roüan       | Francja           |
| 12 pięter                                       | 十二樓 Shier lou                                    | Eric Khoo            | Singapur          |
| Niedziela                                       | Sunday                                              | Jonathan Nossiter    | Stany Zjednoczone |
| Bracia Witmanowie                               | Witman fiúk                                         | János Szász          | Węgry             |

## Laureaci nagród

### Konkurs główny
Złota Palma

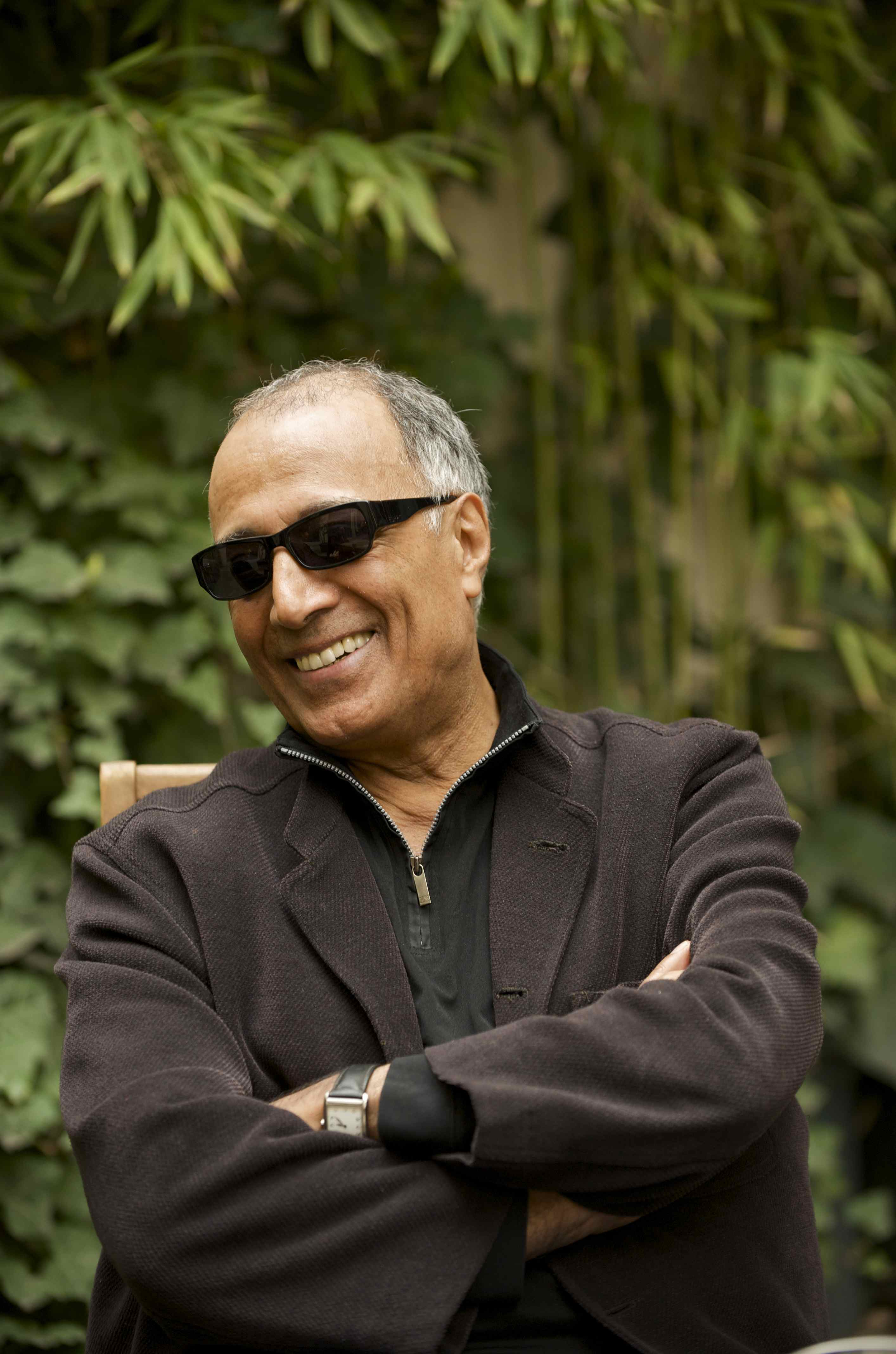
Laureat Złotej Palmy Abbas Kiarostami.

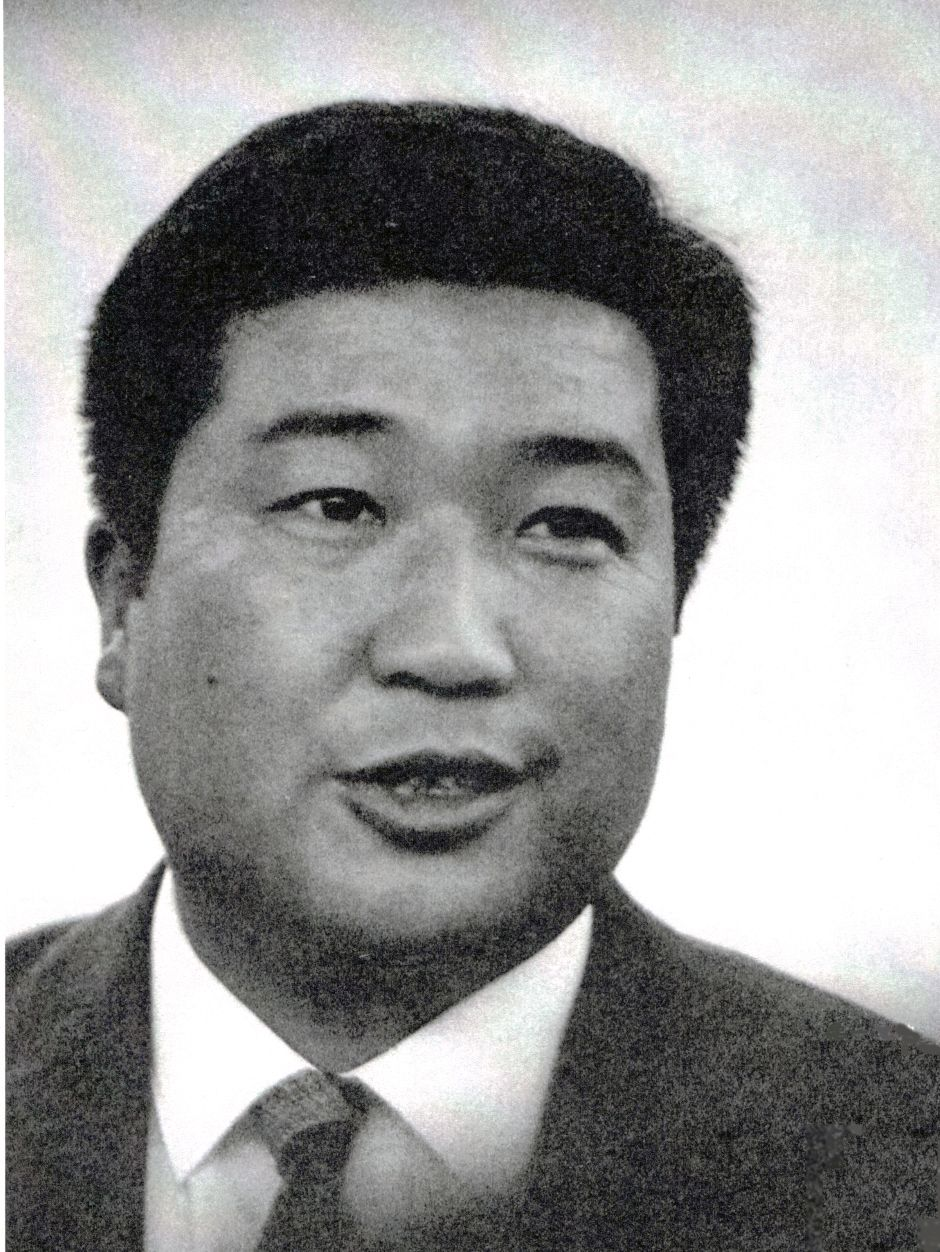
Shōhei Imamura, również nagrodzony głównym festiwalowym trofeum.

- Smak wiśni, reż. Abbas Kiarostami
- Węgorz, reż. Shōhei Imamura

Grand Prix
- Słodkie jutro, reż. Atom Egoyan

Nagroda Jury
- Western, reż. Manuel Poirier

Najlepsza reżyseria
- Wong Kar-Wai – Happy Together

Najlepsza aktorka
- Kathy Burke – Nic doustnie

Najlepszy aktor
- Sean Penn – Jak jej nie kochać

Najlepszy scenariusz
- James Schamus – Burza lodowa

Nagroda Specjalna z okazji 50-lecia festiwalu
- Jusuf Szahin

### Konkurs filmów krótkometrażowych
Złota Palma dla najlepszego filmu krótkometrażowego
- Is It the Design on the Wrapper?, reż. Tessa Sheridan

Nagroda Jury dla najlepszego filmu krótkometrażowego
- Leonie, reż. Lieven Debrauwer
- Les vacances, reż. Emmanuelle Bercot

### Wybrane pozostałe nagrody

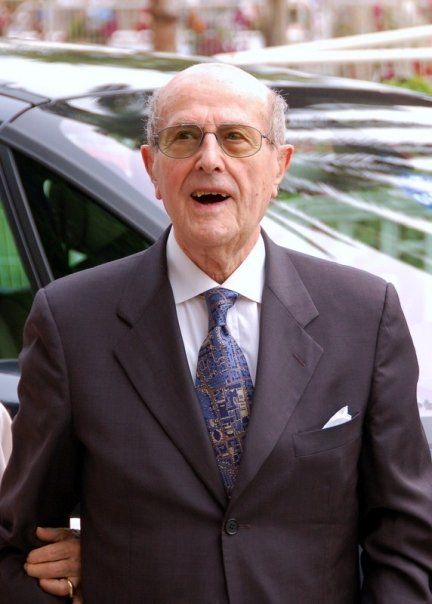
Nagrodzony reżyser Manoel de Oliveira.

Złota Kamera za najlepszy debiut reżyserski
- Suzaku, reż. Naomi Kawase
  - Wyróżnienie Specjalne:  Życie Jezusa, reż. Bruno Dumont

Nagroda Główna w sekcji „Międzynarodowy Tydzień Krytyki”
- Doręczyciel, reż. Pål Sletaune

Nagroda FIPRESCI
- Konkurs główny:  Słodkie jutro, reż. Atom Egoyan
- Pokazy pozakonkursowe:  Podróż do początku świata, reż. Manoel de Oliveira

Nagroda Jury Ekumenicznego
- Słodkie jutro, reż. Atom Egoyan
  - Wyróżnienie:  Szczęśliwa gwiazda, reż. Ricardo Franco /  Podróż do początku świata, reż. Manoel de Oliveira

Wielka Nagroda Techniczna
- Thierry Arbogast za zdjęcia do filmów Piąty element i Jak jej nie kochać

Nagroda Młodych
- Najlepszy film zagraniczny:  Piętno, reż. Sean Mathias
- Najlepszy film francuski:  Nie cierpię miłości, reż. Laurence Ferreira Barbosa

Nagroda im. François Chalais dla filmu propagującego znaczenie dziennikarstwa
- Idealne koło, reż. Ademir Kenović

Palma Palm
- Ingmar Bergman